# Józef Świeżyński
Józef Świeżeński (19. dubna 1868 Wlonice – 12. února 1948 Sandoměř) byl polský politik a předseda vlády Polského království.

## Život
Narodil se ve šlechtické rodině. Vystudoval gymnázium v Radomi a poté lékařství na univerzitě ve Varšavě. Během studií byl aktivní v ilegálním polském svazu mládeže "Zet", který oponoval politice Ruské říše, která tehdy většinu Polska ovládala. Po studiích, v roce 1893, odjel pracovat do Německa, žil v Berlíně a Gießenu. Ve stejném roce vstoupil do tajné politické organizace Národní liga (Liga Narodowa). Po návratu do Polska pokračoval ve své lékařské kariéře ve Varšavě, ale kvůli špatnému zdraví své ženy se v roce 1896 přestěhoval do Jeleniówa, kde žil na panství manželčiny rodiny. Po ruské revoluci v roce 1905 byl zvolen do Státní dumy Ruského impéria (byl členem historicky první Dumy, byl znovuzvolen do třetí a čtvrté, držel poslanecký mandát do roku 1915). Byl zvolen za stranu Stronnictwo Narodowo-Demokratyczne. V roce 1908 koupil vlastní panství v Sadłovicích.
Po vypuknutí první světové války se zapojil do činnosti Výboru pro pomoc (Książęco-Biskupi Komitet Pomocy dla Dotkniętych Klęską Wojny) vedeného biskupem Adamem Stefanem Sapiehou. V letech 1915–1918 byl předsedou Mezistranického politického kroužku (Międzypartyjne Koło Polityczne), který sdružoval tzv. pasivisty, což bylo označení těch Poláků, kteří věřili, že polskou otázku a obnovení polského státu zajistí spolupráce s Ruskem a Dohodou. Když však Němci okupovali polská území, rozhodl se zapojit do administrativy loutkového státu, který zřídili, a který byl znám jako Polské království.
V dubnu 1918 byl zvolen členem Státní rady Polského království a 23. října 1918 byl jmenován předsedou vlády. Během svého krátkého funkčního období podnikl kroky k upevnění nezávislosti a podílel se na organizaci ozbrojených sil. Neúspěšně usiloval o propuštění Józefa Piłsudského, kterému chtěl svěřit post ministra vojenství. Od samého počátku měl Świeżeńského kabinet malou podporu. Vláda se dostala do konfliktu s regentskou radou i levicí. Ve snaze získat širší podporu vydal Świeżyński 3. listopadu prohlášení, ve kterém se distancoval od proněmecké regentské rady a oznámil vytvoření "národní vlády". Pokus o uchopení plné moci skončil naprostým neúspěchem a Świeżyński byl donucen k demisi.
Během druhé polské republiky se účastnil práce na návrhu březnové ústavy, ale poté se zcela stáhl z politiky. V roce 1919 se stal prezidentem Polské vzdělávací společnosti, tuto funkci zastával až do roku 1933. Během druhé světové války se zapojil do odbojové činnosti, ale již jen symbolicky, více mu zdravotní stav nedovoloval. V roce 1944 opustil Sadłowice a usadil se v Sandoměři, kde v roce 1948 zemřel.